# Columbus (Georgia)
Columbus is een stad in de Amerikaanse staat Georgia en telt 198.413 inwoners. Het is hiermee de 119e stad in de Verenigde Staten (2012). De oppervlakte bedraagt 559,5 km², waarmee het de 24e stad is.

## Demografie
Van de bevolking is 11,7% ouder dan 65 jaar en bestaat voor 26,7% uit eenpersoonshuishoudens. De werkloosheid bedraagt 5% (cijfers volkstelling 2000).
Ongeveer 4,5% van de bevolking van Columbus bestaat uit hispanics en latino's, 43,9% is van Afrikaanse oorsprong en 1,5% van Aziatische oorsprong.
Het aantal inwoners steeg van 178.685 in 1990 naar 185.781 in 2000.

## Klimaat
In januari is de gemiddelde temperatuur 7,6 °C, in juli is dat 27,7 °C. Jaarlijks valt er gemiddeld 1295,4 mm neerslag (gegevens op basis van de meetperiode 1961-1990).

## Plaatsen in de nabije omgeving
De onderstaande figuur toont nabijgelegen plaatsen in een straal van 28 km rond Columbus.

## Geboren
- Henry Lewis Benning (1814-1875), jurist en generaal tijdens de Amerikaanse Burgeroorlog
- Ma Rainey (1886-1939), blueszangeres
- Nunnally Johnson (1897-1977), filmregisseur, scenarist en producent
- Carson McCullers (1917-1967), schrijfster
- Danny Whitten (1943-1972), gitarist en songschrijver (o.a. Neil Young en Crazy Horse)
- David Walker (1944-2001), astronaut
- Robert Cray (1953), bluesmuzikant, gitarist en zanger
- Hyleas Fountain (1981), meerkampster